# Hermann Gerlich
Hermann Gerlich (1877 –  1934) var en tysk våbeningeniør, foregangmand i skydevåben med koniske løb og involveret i udviklingen af et panserbrydende wolfram projektil med kobberflanger, kendt som Ultra-projektet, ved Otterup Geværfabrik.

## Eksterne referencer
- 28 mm kanon med konisk løb på tysk WP. Hermann Gerlich nævnt